# 罗伯特·亚尔尼
罗伯特·亚尔尼（1968年10月26日—），已退役的克羅地亞足球運動員，司職左路从后卫到前卫的各种位置，以速度快见称。现在雅尔尼为夏德俱乐部训练青年球员，并经常担任電視評述員，同时有自己名字命名的运动商品品牌。
雅尔尼是克羅地亞立國初期的國家隊主將，早年代表過南斯拉夫國家隊出賽7場比賽。1991年他越洋到意大利效力當地一家小型球會巴，之後轉投拖連奴。他之後也效力過多家頂級球會，包括意甲班霸尤文图斯和西甲超級球會皇家马德里。
自克羅地亞於1991年從南斯拉夫分裂出來以後，贊尼決定代表克羅地亞上陣。他在國家隊一度是代表次數最多的球員，達81場，至2006年由史米代表82場紀錄打破。他是克罗地亚1998年世界杯的主力球员，帮助球队贏得了季軍。其中在四分之一决赛对德国队的比赛中，雅尔尼禁区外远射首开纪录，最终球队3-0完胜。
隨著年齡漸高，贊尼先於1999年轉投西班牙乙組球會拉斯帕尔马斯，再於2001年轉投希臘聯賽球會帕纳辛纳克斯，但只上陣過五場，於2002年以34歲之齡宣告退役。

## 榮譽

### 球員
夏德
- Yugoslav Cup: 1990–91

祖雲達斯
- 意甲：1994–95
- 意大利盃：1994–95

皇家马德里
- Intercontinental Cup: 1998

拉斯帕爾馬斯
- Segunda Division: 1999–00

南斯拉夫青年隊
- FIFA World Youth Championship: 1987[1]
- UEFA European Under-21 Championship Runner-up: 1990

克羅地亞
- 世界盃 第三名：1998[2]